# أويس (إستونيا)
أويس (بالإستونيَّة: Oese)، قرية تتبع دائرة ماريما في مقاطعة رابلا غرب إستونيا.